# Arquidiocese de Cagliari
A Arquidiocese de Cagliari (em latim: Archidioecesis Calaritana; em sardo: Arcidiòtzesi de Casteddu), é uma circunscrição eclesiástica da Igreja Católica na Itália, pertencente à Província Eclesiástica da Sardenha e à Conferenza Episcopale Italiana.
Em 2004 contava 550.000 batizados numa população de 560.583 habitantes. É atualmente governada pelo arcebispo Giuseppe Andrea Salvatore Baturi.

## História
A data precisa de fundação da diocese de Cagliari não é conhecida, mas certamente tem origens muito antigas.
É provável que tenha sido instituída após a lei de liberdade religiosa desejada pelo imperador Constantino em 312. O primeiro bispo de Cagliari, que existiu historicamente, foi Quintasio (314). Com o seu sucessor Lúcifer, cujos tempos de governo também são conhecidos (354-370), a diocese de Cagliari está bem estruturada tanto a nível territorial como hierárquico: dos bispos aos clérigos menores.
Desde o século V o bispo de Cagliari é definido como metropolitano, o título de Primaz da Sardenha também remonta a este período. Em torno desta figura, pouco depois, parece estabelecer-se uma estrutura hierárquica que tinha poder não só sobre presbíteros e clérigos, mas também sobre instituições religiosas como os mosteiros masculinos e femininos, que floresceram em grande número nesse período e depois.
A estrutura eclesiástica da ilha está particularmente bem definida nas cartas que o Papa Gregório Magno enviou a Gianuario (591-603), bispo de Cagliari. Pela correspondência pode-se ver que, na época, o cristianismo ainda não havia se espalhado amplamente por toda a ilha e, como o bispo de Cagliari gozava de autoridade distinta na Sardenha, ele poderia de fato eleger seus bispos sufragâneos.
O título de Primaz foi tirado ao bispo de Cagliari pelo Papa Urbano II com uma bula de 1092, para ser atribuído novamente em 1138, para as ilhas da Sardenha e da Córsega, ao arcebispo de Pisa. A república toscana tinha, de fato, alargado os seus interesses comerciais e políticos a uma grande parte da Sardenha. No século XIV o título passou para o arcebispo de Castel di Cagliari, e permaneceu com ele até a pretensão de transformá-lo, em 1574, de honorífico em jurídico (Primaz da Sardenha e Córsega), com consequências de natureza econômico-administrativa, desencadeou uma longa e paradoxal controvérsia entre a Igreja de Cagliari e a Igreja de Sassari que durou quase um século, sem chegar a uma solução.
Pelo menos dois momentos envolvem inteiramente a diocese de Cagliari: a mudança da sede episcopal e da catedral. Estes edifícios localizavam-se na antiga cidade lagunar de Santa Igia (ou contração de S. Gilla de S. Cecília), capital do reino ou Giudicato de Cagliari, até que a cidade foi destruída pelos pisanos (1258), que prevaleceram sobre os genoveses. Na sequência destes acontecimentos, o arcebispo com o capítulo mudou-se para o Castrum Kallaris, construído pelos pisanos, onde ficava a igreja de Santa Maria que se tornou assim a nova sede episcopal.
Outro episódio histórico importante foi a corrida frenética em busca das relíquias dos primeiros mártires – os chamados corpos santos – procuradas sobretudo por Dom Desquivel, na segunda década do século XVII. A investigação não se concentrou apenas na área da antiga basílica cristã primitiva de San Saturnino (o edifício sagrado mais antigo de Cagliari que data dos séculos V-VI), mas também envolveu várias cidades da diocese. Isto estava em linha com o programa da contra-reforma que via o papel de Roma como fulcro do cristianismo e guardiã das suas memórias, reconhecido na descoberta das relíquias das primeiras testemunhas da fé.
A quantidade e a notoriedade das relíquias encontradas legitimariam, de facto, a supremacia da diocese de Cagliari sobre a de Turrita, autorizando o seu bispo a ser reconhecido com o título de Primaz.
O último arcebispo que, seguindo uma longa tradição iniciada pelos seus antecessores, ostentava o título de Primaz da Sardenha e da Córsega, prior de San Saturnino juntamente com os feudais (barão de San Pantaleo e Suelli), foi mons. Paolo Botto (1949-1969).
A arquidiocese de Cagliari, que inicialmente incluía apenas uma parte do sul da Sardenha, com a reorganização das dioceses da Sardenha, foi significativamente ampliada com a anexação ou união das sedes sufragâneas de Suelli (1420), Galtelli (1496), Dolia (1503), e de Sulcis – Iglesias (1514). Após essas anexações, a jurisdição do arcebispo de Cagliari estendeu-se por quase um terço do território regional. A diocese de Iglesias foi reconstituída em 1763, a de Galtelli–Nuoro em 1779, a de Suelli foi recomposta sob o nome de Ogliastra em 1824, enquanto a de Dolia nunca foi restaurada. Em 1767 a freguesia de Villacidro foi trocada pela de Mara Arbarei (hoje Villamar) da diocese de Ales.

## Administração
Arcebispos do século XX:
| #              | Nome                             | Período    | Notas                                          |
| Arcebispos     | Arcebispos                       | Arcebispos | Arcebispos                                     |
| -------------- | -------------------------------- | ---------- | ---------------------------------------------- |
|                | Giuseppe Andrea Salvatore Baturi | 2019-atual |                                                |
|                | Arrigo Miglio                    | 2012-2019  | arcebispo emérito                              |
|                | Giuseppe Mani                    | 2003-2012  | arcebispo emérito                              |
|                | Ottorino Pedro Alberti †         | 1987-2003  |                                                |
|                | Giovanni Canestri †              | 1984-1987  | Nomeado Arcebispo de Génova                    |
|                | Giuseppe Bonfiglioli †           | 1973-1984  |                                                |
|                | Sebastiano Baggio †              | 1969-1973  | Nomeado Prefeito da Congregação para os Bispos |
|                | Paulo Botto †                    | 1949-1969  |                                                |
|                | Ernesto Maria Piovella †         | 1920-1949  |                                                |
|                | Francisco Rossi †                | 1913-1919  | Nomeado Arcebispo de Ferrara                   |
|                | Pietro Balestra, O.F.M.Conv. †   | 1900-1912  |                                                |
|                | Paulo Maria Serci †              | 1893-1900  |                                                |
| Bispo auxiliar |                                  |            |                                                |
|                | Mosè Marcia                      | 2006-2011  | Nomeado Bispo de Nuoro                         |
|                | Tarcisio Pillolla                | 1986-1999  | Nomeado Bispo de Iglesias                      |
|                | Pier Giuliano Tiddia             | 1974-1985  | Nomeado Arcebispo de Oristano                  |